# Styrax crotonoides
Styrax crotonoides är en storaxväxtart. Styrax crotonoides ingår i släktet Styrax och familjen storaxväxter.

## Underarter
Arten delas in i följande underarter:
- S. c. crotonoides
- S. c. fraserensis